# لويس أدولفو سيليس ساليناس
لويس أدولفو سيليس ساليناس (بالإسبانية: Luis Adolfo Siles Salinas) (و. 1925 – 2005 م) هو سياسي من بوليفيا ولد في لاباز.
تولى منصب رئيس بوليفيا .

## روابط خارجية
- لويس أدولفو سيليس ساليناس على موقع الموسوعة البريطانية (الإنجليزية)
- لويس أدولفو سيليس ساليناس على موقع مونزينجر (الألمانية)